# Deportes Limache
Deportes Limache ist ein Sportverein aus Limache, Chile, der hauptsächlich für seine Fußballabteilung bekannt ist. Er wird auch Cerveceros oder Tomate Mecánico genannt.

## Geschichte
Nachdem sich der Klub Club Deportivo Municipal Limache 2008 aus dem Profifußball verabschiedet hatte und aufgelöst werden musste, suchte die Stadt nach einer Alternative. Sie gründete die Limachinos SADP, die am 1. November 2012 den neuen Klub Deportes Limache gründete. 2013 durfte das Team schon am Wettbewerb teilnehmen und begann in der Tercera División B. Im Debütjahr gewann der Verein die Meisterschaft und stieg in die Tercera A auf.
Der Verein konnte sich in der Liga etablieren und spielte 2018 in der Liguilla um den Aufstieg in die Segunda División, scheiterte jedoch auf dem dritten Platz. Das gleiche Schicksal erlitt Limache auch ein Jahr später. 2020 sollte es dann endlich mit dem Aufstieg in die Segunda División klappen. Nach 16 Punkte aus sechs Spielen in der Gruppenphase kam der Klub aus der Valparaíso-Region ins Finale, was bereits zum Aufstieg berechtigte. Im Finale krönte sich Limache zudem nach dem 5:3-Erfolg im Elfmeterschießen gegen Mitaufsteiger Rodelindo Román als Meister 2020.
2021 beendete Limache die erste Profisaison in der Vereinshistorie auf dem dritten Tabellenplatz, zeitweise war das Team sogar Tabellenführer. Nach einem neunten Platz 2022 dominierten die Cerveceros 2023 und wurden bereits vier Spieltage vor Saisonende Meister. Mit 18 Siegen, sieben Unentschieden und nur einer Niederlage stellen sie zudem einen neuen Ligarekord auf. Dennoch blieb der Aufstieg noch einige Zeit ungewiss, nachdem der Zweitplatzierte Deportes Melipilla Limache wegen Irregularitäten beim Verband angezeigt hatte. Letztlich entschied das Disziplinargericht den Aufstieg von Limache in die Primera B.

## Stadion
Deportes Limache trägt seine Heimspiele im 1988 erbauten Estadio Gustavo Ocaranza aus, das 2016 renoviert wurde und seitdem vom Klub genutzt wird. Das Stadion hat eine Kapazität von 3000 Zuschauern.

## Erfolge
- Meister der Segunda División: 2023
- Meister der Tercera División: 2020